# 埃利偉氏症候群
埃利偉氏综合征（Ellis-van Creveld Syndrome、EVC）又稱為軟骨外胚層發育不良（chondroectodermal dysplasia），是一種罕見遺傳疾病，也是骨骼發育不良的類型之一。

## 症候
這種疾病會造成包括下列在內的許多異常症狀：
- 軸後多指症（post-axial polydactyly）。
- 先天性心臟病（congenital heart defects），通常是房间隔缺损（atrial septal defect）。
- 產前牙齒萌發（pre-natal tooth eruption）。
- 指甲營養失調與發育不良。
- 短肢侏儒症（short-limbed dwarfism），成人身高約106公分到153公分。
- 短肋（short rib）。
- 部份兔唇（partial hare-lip）。
- 腕關節骨骼的畸形，原因是鉤狀骨（hamate）與頭狀骨（capitate）的融合。

## 遺傳學
埃利偉氏症候群是一種體染色體隱性遺傳，造成疾病的基因位於第4號染色體的短臂上。這種疾病是因為EVC基因（以疾病名稱命名）的突變所造成，正常EVC基因的用途則尚未明瞭。
當兩位親代（父親與母親）皆帶有一個突變基因時，他們的子代不論男女，皆有四分之一的機率患有疾病。當其中一位親代不帶有突變基因時，他們的子代將不會患有此疾病。
這種疾病也是奠基者效應的典型例子，這種效應發生在孤立或是數量較少的生物族群。雖然患有埃利偉氏症候群的人，在整體人類族群當中相當罕見，但是容易發生在缺乏遺傳變異的族群中。例如美國賓州的阿米什人，或是一些小島上的居民。

## 歷史
最早描述此種疾病的人，是愛丁堡的埃利斯（Richard W. B. Ellis、1902年—1966年）與阿姆斯特丹的克列偉德（Simon van Creveld、1895年—1971年）。當時為1930年代後期，他們正搭乘火車前往參加英格蘭的一場小兒科會議。在火車上見面時，他們發現他們的病人皆帶有相同症狀。第3個病例則是出現在霍特（L. Emmett Holt, Jr.）與麥金塔（Rustin McIntosh）所寫的教科書中。後來以建立人類孟德爾遺傳學聞名的麥庫希克為首，一群科學家進行了一項研究，他們觀察阿米什人族群長期的家族世系。並在1964年發表他們的研究結果。

## 命名
原本這個疾病將也稱為「六指侏儒症」（Six-fingered dwarfism），這樣的名稱讓非專業人士較能簡單的了解這種罕見疾病。但後來這樣的名稱卻冒犯了某些族群，不是因為「侏儒」二字，而是因為「六指」被貼上了「怪異」的標籤。之後這個疾病最常用的名稱變成了「埃利偉氏症候群」（Ellis-van Creveld syndrome）與縮寫EVC。另外兩個名稱，「軟骨外胚層發育不良症」（Chondroectodermal dysplasia）與「中外胚層發育不良症」（mesoectodermal dysplasia），則較為少用。

## 外部連結
- Ellis–van Creveld

Template:Congenital malformations and deformations of integument